# Neuvy, Allier
Neuvy är en kommun i departementet Allier i regionen Auvergne-Rhône-Alpes i de centrala delarna av Frankrike. Kommunen ligger  i kantonen Moulins-Ouest som ligger i arrondissementet Moulins. År 2022 hade Neuvy 1 487 invånare.

## Befolkningsutveckling
Antalet invånare i kommunen Neuvy
Referens: INSEE